# Axel Müller
Pour les articles homonymes, voir Müller.

a Compétitions nationales et continentales officielles uniquement.

b Matchs officiels uniquement.
Dernière mise à jour le 22 août 2024.
Axel Müller, né le 25 novembre 1993 à Mendoza (Argentine), est un joueur argentin de rugby à XV et à sept évoluant au poste d'ailier.

## Biographie
Axel Müller est né à Mendoza en Argentine, mais déménage avec sa famille à Phoenix aux États-Unis alors qu'il est âgé de 9 ans. Dans ce nouveaux pays, il pratique le décathlon en club, ainsi que la lutte gréco-romaine et le football américain avec son lycée de Ahwatukee Foothills.
Il rentre en Argentine à l'âge de 16 ans, et commence le rugby sur les conseils d'un ami,. Grâce à ses qualités athlétiques et physiques, et progresse rapidement, et il est retenu avec l'équipe d'Argentine des moins de 20 ans pour disputer le championnats du monde junior en 2013,.
En 2013, il est sélectionné pour la première fois avec l'équipe d'Argentine de rugby à sept, dans le cadre de la saison 2013-2014 des séries mondiales de rugby à sept. Avec cette équipe, il dispute trois saisons des Sevens Series, et inscrit 41 essais en 115 matchs. Il dispute également les Jeux olympiques. Lors de cette compétition, l'Argentine perd son quart de finale sur le score de 5 à 0 en mort subite. L'Argentine termine finalement cette compétition à la sixième place.
Il joue également avec l'équipe nationale réserve d'Argentine (Argentine XV), disputant l'Americas Rugby Championship en 2016.
Après les Jeux olympiques, il est recruté par le club français du RC Toulon en Top 14. Il joue son premier match le 11 septembre 2016 à l'occasion d'un déplacement à Stade toulousain, marquant à cette occasion un essai,. Gêné par une concurrence importante à son poste, avec des joueurs comme Bryan Habana, Drew Mitchell ou Josua Tuisova, il ne dispute que onze rencontres lors de sa première saison.
En manque de temps de jeu, il est prêté la saison suivante à Oyonnax Rugby, venant d'être promu en Top 14. Il dispute vingt rencontres avec sa nouvelle équipe, mais ne peut empêcher la relégation du club, après la défaite lors du barrage d'accession contre Grenoble. Il quitte alors Oyonnax, et se voit également libéré de sa dernière année de contrat avec Toulon.
En 2018, il rejoint le CA Brive en Pro D2 pour un contrat d'une saison,. Il se blesse à l'épaule lors de la pré-saison, retardant ses débuts avec ça nouvelle équipe, ce qui ne l'empêche pas de voir son contrat prolongé jusqu'en 2021. Il participe ensuite à la remontée de son club en Top 14, après la victoire lors du barrage d'accession contre Grenoble. En janvier 2020, il prolonge à nouveau son contrat jusqu'en juin 2023. En juin 2023, après la relégation du club en Pro D2, il n'est pas conservé par le CA Brive.
Libre de tout contrat, il s'engage ensuite avec le CA Périgueux, récemment promu en Nationale et inscrit son premier essai lors de la deuxième journée de championnat face au CS Bourgoin-Jallieu menant à la victoire de son équipe 22 à 7. Cependant, en décembre 2023, il est annoncé dans le championnat de la Major League Rugby aux États-Unis, au profit du club d'Old Glory DC, basé à Washington, marquant ainsi son départ du club périgourdin. 
Après avoir marqué cinq essais en onze matchs pour le club washingtonien, il retourne finalement dans le club de Périgueux.

## Palmarès

### En club
- Championnat de France de Pro D2 :
  - Vice-champion : 2019 avec le CA Brive.
  - Vainqueur du barrage d'accession : 2019 avec le CA Brive.